# Rimac Concept One
Rimac Concept One (også branded Concept_One) er en tosæders højtydende elektrisk sportsvogn designet og fremstillet af Rimac Automobili. Med et total output på 1.088 hp, en acceleration fra 0 til 100 km/h på 2,8 sekunder og en pris på USD 980.000 er Concept One blevet beskrevet som verdens første elektriske superbil. 
Den er blevet udviklet siden 2009 og bilen forventes at gå i produktion 2013.
Den blev vist frem i Danmark juli 2013.